# Trespassing
Trespassing är den amerikanska sångaren Adam Lamberts andra album som släpptes den 15 maj 2012. Albumet var ursprungligen planerat att släppas den 20 mars, men det blev uppskjutet i två månader för att kunna lägga till fler låtar och samarbeten. Lambert är exekutiv producent på albumet samt den huvudsakliga låtskrivaren.
På dess första vecka debuterade albumet som nummer ett på Billboard 200, vilket gör honom till den första öppet homosexuella artisten att göra det i historien. Albumet lyckades också mycket väl internationellt och möttes med ett positivt mottagande från flesta musikkritiker.
Från albumet har tre singlar släppts, Better Than I Know Myself, Never Close Our Eyes och Trespassing, som har haft viss framgång på listorna.

## Spårlista
| Nr  | Titel                                         | Låtskrivare                                                             | Längd |
| --- | --------------------------------------------- | ----------------------------------------------------------------------- | ----- |
| 1.  | Trespassing                                   | Adam Lambert, Pharrell Williams                                         | 3:29  |
| 2.  | Cuckoo                                        | Lambert, Oliver Goldstein, Bonnie McKee, Josh Abraham, Anne Preven      | 3:02  |
| 3.  | Shady (featuring Nile Rodgers och Sam Sparro) | Lambert, Lester Mendez, Sparro                                          | 3:00  |
| 4.  | Never Close Our Eyes                          | Bruno Mars, Phillip Lawrence, Ari Levine, Lukasz Gottwald, Henry Walter | 4:08  |
| 5.  | Kickin' In                                    | Lambert, P. Williams                                                    | 3:16  |
| 6.  | Naked Love                                    | Benjamin Levin, Ammar Malik, Dan Omelio, Goldstein, Abraham             | 3:22  |
| 7.  | Pop That Lock                                 | Lambert, Josh Crosby, Lesley Roy, Robert Marvin, Nate Campany           | 3:14  |
| 8.  | Better Than I Know Myself                     | Gottwald, Joshua Coleman, Claude Kelly, Walter                          | 3:36  |
| 9.  | Broken English                                | Lambert, Mendez, Sparro                                                 | 3:37  |
| 10. | Underneath                                    | Crosby, Catt Gravitt, Tom Shapiro, Lambert                              | 4:08  |
| 11. | Chokehold                                     | Lambert, Goldstein, McKee, Abraham                                      | 3:51  |
| 12. | Outlaws of Love                               | Lambert, Rune Westberg, BC Jean                                         | 3:51  |

| 13. | Runnin'   | Lambert, David Marshall, Fred Williams, Catt Gravitt, Marvin | 3:48 |
| 14. | Take Back | Lambert, busbee                                              | 3:12 |
| 15. | Nirvana   | Lambert, Abraham, Goldstein, Stephen Wrabel                  | 4:22 |

| 16. | By the Rules | Lambert, Virginia Blackmore, Aeon Manahan, Matt Marsto | 3:49 |
| 17. | Map          | Lambert, McKee, Goldstein, Anne Preven                 | 3:46 |